# Vasil Levski
För andra betydelser, se Vasil Levski (olika betydelser).

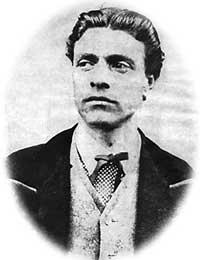
Vasil Levski

Vasil Ivanov Levski, född 18 juli 1837 i Karlovo, död 18 februari 1873 (avrättad) i Sofia, var en bulgarisk nationalistisk revolutionär.
Levski uppfostrades till munk (därav hans binamn Djakon), men gav upp det religiösa livet och anslöt sig till den revolutionära rörelsen. 1862 reste han till Belgrad och skrev in sig i den bulgariska legionen där, som bildats av Georgi Rakovski. Mellan 1862 och 1868 deltog han i alla bulgariska väpnade uppror mot Osmanska riket. 
I slutet av 1860-talet utvecklade Levski en revolutionär teori, som innebar ett stort steg framåt för den bulgariska självständighetsrörelsen. Enligt Levskis idéer skulle en nationell revolution ske genom ett väpnat uppror av alla bulgarer i Osmanska riket, förberedda, kontrollerade och samordnade av en central revolutionär organisation. Organisationen skulle innefatta ett antal lokala revolutionskommittéer i alla delar av Bulgarien och fungera helt oberoende av utländska makter. 
Levski tänkte också ut en framtida regeringsform för ett självständigt Bulgarien, som skulle bli en demokratisk republik baserad på Franska revolutionens stadga om mänskliga och medborgerliga rättigheter. 
Levski deltog i kongressen i Bukarest 1869. Samma år började han upprätta lokala kommittéer. I förklädnad genomreste han hela Bulgarien för att sprida agitationsskrifter och förbereda den nationella resningen. I mitten av 1872 hade han lyckats etablera ett starkt nätverk av kommittéer i ett antal bulgariska städer och byar som var i ständig förbindelse med den underjordiska regeringen i staden Lovetj. Kommittéerna anskaffade vapen, organiserade stridsgrupper och utförde straffexpeditioner mot osmanska makthavare och bulgarer som samarbetade med regeringen. 
I maj 1872 förenades Bulgariska revolutionära centralkommittén och Interna revolutionära organisationen till en organisation. På hösten 1872 spårade den osmanska polisen upp flera kommittéer i nordöstra Bulgarien, inklusive organisationens högkvarter i Lovetj, efter att revolutionära aktivister hade rånat ett postkontor för att få pengar till vapen. Så många aktivister blev gripna att den revolutionära organisationens framtid var hotad. Levski försökte rädda dess dokument och greps då av myndigheterna 1873. Han fångades och dömdes till döden, men krossade själv sitt huvud i Sofias fängelse, så att han nästan livlös fördes till galgen. 1895 avtäcktes en minnesvård över "Apostol Levski" på det ställe där galgen stått. 
Det stora nätverket av revolutionskommittéer som han hade byggt upp fortsatte att fungera efter hans död och blev viktigt för senare uppror. 

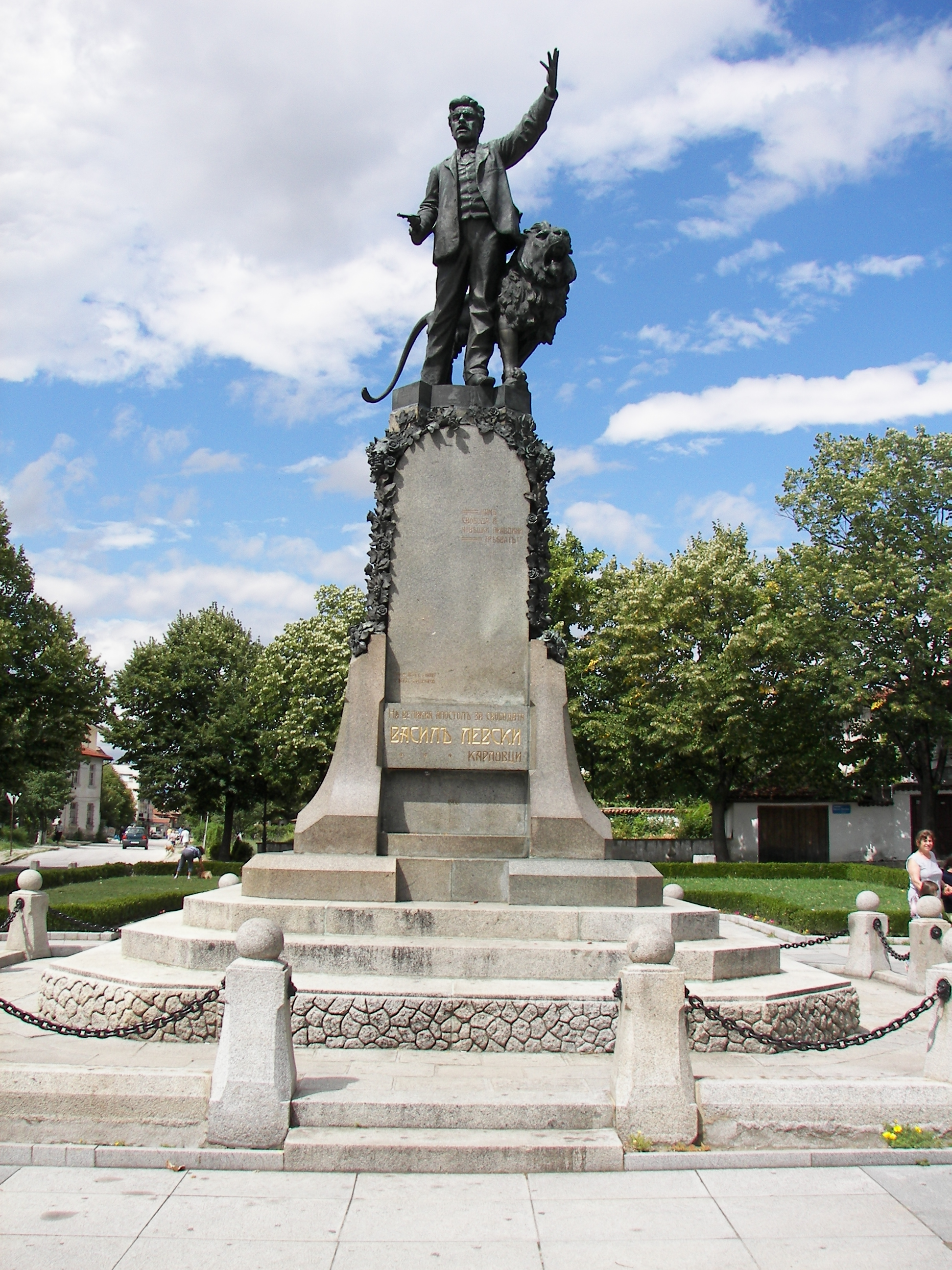
Monument i födelsestaden Karlovo